# Dayton Callie
Dayton Callie (né en 1946 à Newark, dans le New Jersey) est un acteur américain surtout connu pour avoir incarné les rôles de Charlie Utter dans la série Deadwood (2004-2006) puis dans Deadwood : le Film (2019) ainsi que Wayne Unser dans la série Sons of Anarchy (2008-2014). Il incarne également Jeremiah Otto dans la série Fear the Walking Dead (2016-2017)

## Filmographie

### Cinéma
- 1996 : Les derniers jours de Frankie la Mouche de Peter Markle
- 1997 : Volcano de Mick Jackson : Roger Lapher
- 2002 : Un seul deviendra invincible (Undisputed) de Walter Hill : Yank Lewis
- 2002 : Point d'impact (Derailed) de Bob Misiorowski : Lars
- 2012 : The Devil's Carnival de Darren Lynn Bousman : Ticket-Keeper
- 2018 : City of Lies de Brad Furman : lieutenant O'Shea

### Télévision

#### Téléfilm
- 2019 : Deadwood, le film : Charlie Utter

#### Séries télévisées
- 2004-2006 : Deadwood : Charlie Utter
- 2006-2007 : les experts Las Vegas : saison 7 épisode 10 meurtres en miniature : Ernie Dell (employé d’un abattoir)
- 2008-2014 : Sons of Anarchy : Wayne Unser
- 2012 : The Booth at the End : Jack
- 2014 : New York, unité spéciale (saison 15, épisode 12) : juge Daniel Dolan
- 2016-2017 : Fear the Walking Dead : Jeremiah Otto (saisons 2 et 3)

### Jeux vidéo
- 2009 : Left 4 Dead 2 : Whitaker